# Nea Moni
De Nea Moní (Grieks: Νέα Μονή, Nieuw Klooster) is de naam van een vermaard Byzantijns klooster op het Griekse eiland Chios. Het staat op de werelderfgoedlijst voor Griekenland van UNESCO.
Het klooster met zijn schitterende mozaïeken uit de 11e eeuw, staat verscholen in een beboste vallei, 11 km westwaarts van Chios-Stad, in de deelgemeente (dimotiki enotita) Omiroupoli. Het werd gesticht in 1042 door de Byzantijnse keizer Constantijn IX Monómachos, op de plaats waar drie kluizenaars een icoon van Maria hadden gevonden. De architectuur en de aangewende mozaïek- en schildertechnieken zijn typisch voor de zogenaamde "renaissance" van de 11e eeuw, de officiële keizerlijke hofkunst onder de Macedonische dynastie.
Het klooster bereikte het hoogtepunt van zijn macht na de val van het Byzantijnse Rijk, toen het eigenaar was van twee derde van de gronden op het eiland, en pelgrims uit alle delen van de Egeïsche Zee aantrok. Het bleef zijn invloed en aanzien bewaren tot het bloedbad van 1822. Toen vluchtten veel Chioten naar het klooster, maar de meesten werden vermoord, evenals de 600 monniken. Binnen de hoofdpoort van het klooster staat de kapel waar de beenderen van de slachtoffers zijn ondergebracht.

Het vandalisme van de Turken in 1822 (brandstichting, kunstroof, verwoesting van de bibliotheek), maar ook de aardbeving van 1881 (instorting van de koepel) hebben het gebouw grote schade toegebracht, die slechts gedeeltelijk hersteld kon worden.